# Thomas Graham (Chemiker)

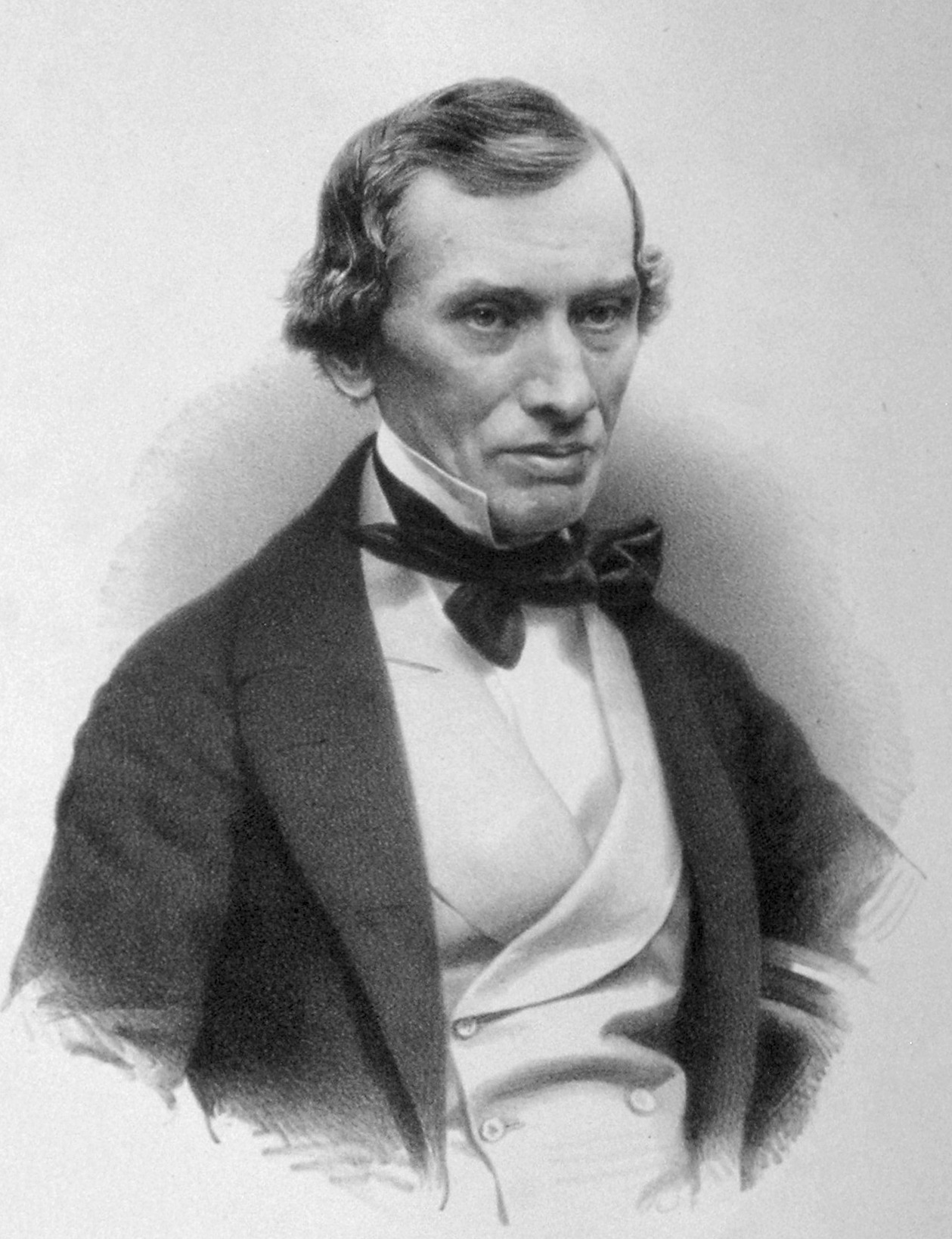
Thomas Graham, Lithographie von Rudolf Hoffmann, 1856

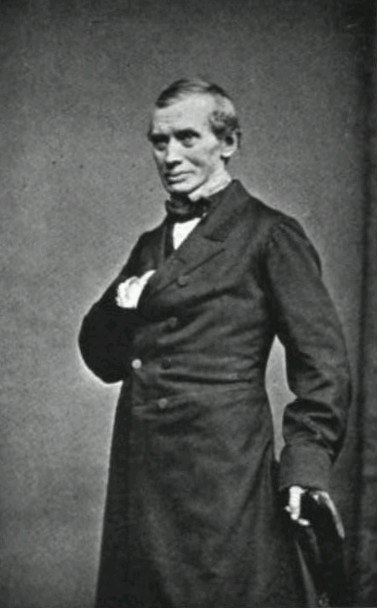
Thomas Graham

Thomas Graham (* 21. Dezember 1805 in Glasgow; † 11. September 1869 in London) war ein britischer Chemiker und Physikochemiker.
Graham untersuchte die Strömungsgeschwindigkeiten von Gasen durch ein sehr dünnes Loch in ein Vakuum.
Ferner hat er die Diffusion von Salzen in Flüssigkeiten bestimmt.
Graham hat auch die Grundlagen für die Diffusion von Stoffen durch eine Membran (Dialyse) erforscht, Kolloide (makromolekulare Stoffe) konnten die Membran nicht durchdringen. Graham und Francesco Selmi waren um 1850 Begründer der Kolloidchemie.

## Lebenslauf
Thomas Graham war der Sohn eines erfolgreichen Fabrikanten in Glasgow.
Sein Vater wünschte, dass er Pfarrer werden sollte. Thomas hatte jedoch dazu keine Neigung, er wünschte Naturwissenschaften zu studieren – später kam es dadurch zum Bruch der Beziehung zwischen Vater und Sohn. Ab 1819 beschäftigte er sich mit Studien der Mathematik, Physik und Chemie in der Universität von Glasgow. Graham schloss seine Studien der Naturwissenschaften mit dem Master of Arts ab, erhielt jedoch keine finanziellen Zuwendungen mehr vom reichen Vater.
Nach mehreren ärmlichen Assistentenjahren wurde er 1830 Professor der Chemie am Andersons College in Glasgow und ging 1837 als Professor der Chemie an das Universitäts-College in London. Seine Vorträge waren unter den Studenten sehr beliebt, sodass er hohe Kollegieneinnahmen hatte. 1841 verfasste Graham ein Lehrbuch für Chemie, das viele Jahrzehnte das beste Chemielehrbuch (Elements of Chemistry) in englischer Sprache blieb. Auch die deutsche Übersetzung von Friedrich Julius Otto wurde ein Standardlehrbuch für Chemie in Deutschland.
Schon 1836 war Graham Mitglied der Royal Society, von 1838 bis 1841 war er in Deutschland für Liebigs Annalen der Chemie und Pharmacie tätig, 1841 gründete er mit anderen Chemikern die Chemical Society von London und wurde ihr erster President (Vorstand). 1828 wurde er zum Fellow der Royal Society of Edinburgh (RSE) gewählt; seit 1845 war er Ehrenmitglied (Honorary Fellow) der RSE.
1840 wurde er zum korrespondierenden und 1853 zum auswärtigen Mitglied der Bayerischen Akademie der Wissenschaften gewählt.
August Wilhelm von Hofmann, der Graham aus seiner Studienzeit bei Liebig gut kannte, wanderte 1845 nach England aus. Dort wurde er 1845 ebenfalls Mitglied dieser britischen Society und von 1861 bis 1863 sogar deren Vorstand. Nach seiner Rückkehr nach Deutschland 1865 gründete Hofmann nach britischem Vorbild 1867 die Deutsche Chemische Gesellschaft zu Berlin.
1854 übernahm er auch als Master of the Mint die Leitung der Royal Mint (die vor ihm auch Isaac Newton und John Herschel geleitet hatten), d. h. ihm wurde die Aufsicht über die Geldherstellung übertragen. Grahams Vater söhnte sich nach seinen wissenschaftlichen und beruflichen Erfolgen langsam mit Thomas wieder aus.
Von 1854 bis 1860 arbeitete Graham nicht mehr in der wissenschaftlichen Forschung. 1847 wurde Graham in die Académie des sciences, 1864 in die American Academy of Arts and Sciences und 1866 in die Russische Akademie der Wissenschaften in St. Petersburg gewählt.

## Wissenschaftliche Leistungen
1831 publizierte Graham eine Arbeit über salzartige Verbindungen aus Alkohol und Salz (Alkoholate) und ihr Kristallwasser.
1833 klärte Graham die Verschiedenartigkeit der Phosphorsäure und ihrer verschiedenen Arten der Salzbildung mit verschieden hohen Wasserstoffanteilen auf. Einige Phosphorsäuresalze gaben sogar im Wasser eine saure Reaktion. Das Wasser fungiert als Base, die Wasserstoff von der bestimmten Phosphorsäuresalzen aufnimmt. Stärkere Basen nahmen noch mehr Wasserstoff auf. Es mussten folglich unterschiedlich viele Wasserstoffatome an der Phosphorsäure vorhanden sein.
Diffusion von Gasen
1832 veröffentlichte er das nach ihm benannte Grahamsche Gesetz, das die Wechselwirkung bei der Diffusion von Gasen behandelt.
Döbereiner hatte einen leicht angebrochenen Messzylinder mit Wasserstoffgas umgekehrt in ein Wasserbecken gestellt. Die Flüssigkeitssäule stieg im Messzylinder an. Das Gas, das bei gleichem Druck durch den feinen Riss austrat, musste schneller sein als das Gas, welches einströmte (Ausströmungsgesetz).
Graham untersuchte nun auf ähnliche Weise verschiedene Gase, die durch ein sehr dünnes Glasrohr voneinander getrennt waren. Dabei stellte er fest, dass die Wurzel der Gasdichte (das bedeutet die Molekülmasse der Gasteilchen) umgekehrt proportional zur Geschwindigkeit des Gases ist.
Dieses Gesetz bildete die Grundlage für die spätere kinetische Gastheorie.
Diffusion von Salzen in Flüssigkeiten
Graham interessierte sich nun auch für Flüssigkeiten und eine mögliche Übertragung von einer salzhaltigen Lösung in eine wenig salzhaltige.
Da er immer noch über sehr wenig Geld für aufwendige Versuche verfügte, nahm er ein Präparateglas und füllte dies bis zum Rand mit einer konzentrierten Salzlösung. Das Präparateglas wurde nun in ein größeres Glas gestellt und anschließend goss er vorsichtig Wasser in das größere Glas bis knapp über den Rand des kleineren Präparategläschens. Nun ließ er die Versuchsanordnung stehen und notierte die Zeit. Schließlich destillierte er das Wasser des äußeren Glases ab und bestimmte die Masse. Aus der Salzlösung war Salz in das Wasser diffundiert. Je nach Art der Stoffe konnte er auch Unterschiede bei der Wanderungsgeschwindigkeit feststellen, so dass er auch Salze voneinander trennen konnte (z. B. Chloride von Sulfaten, Karbonaten, Kaliumsalze von Natriumsalzen).
Kolloide
Aufbauend auf die Diffusionsexperimente untersuchte Graham nun die Wanderung von gelösten Stoffen durch eine Membran.
Damit entwickelte er die chemische Dialyse. Er verwendete planiertes Papier, das durch Eintauchen in Schwefelsäure oder Zinkchlorid zu Pergamentpapier wurde. Das Pergamentpapier wurde auf ein glockenförmiges Glasgefäß mit einem mittigen Glasrohr gesetzt (Osmometer). Kristalline Stoffe konnten hindurchdiffundieren, andere leimartige Stoffe – die Kolloide – wanderten nicht durch diese Membran.
Diese Entdeckung machte er bereits 1854, hatte jedoch erst im Jahr 1861 genug Zeit die Entdeckung aufzuschreiben.
Ab 1866 untersuchte Graham, ob sich verschiedene Gase durch eine Membran (Kautschukscheidewand; Metallfolien) trennen lassen. Dabei entdeckte Graham die Verbindung zwischen gasförmigem Wasserstoff mit Palladium und vermutete, dass es eine Wasserstoff-Palladium-Bindung geben müsse.
Lehrbücher
Zusammen mit Friedrich Julius Otto verlegte er eine grundlegende Lehrbuchreihe, das „Graham-Otto's ausführliches Lehrbuch der Chemie“ in drei Bänden.

## Ehrungen
1862 wurde ihm der Jecker-Preis verliehen.
Nach ihm wurde der Thomas-Graham-Preis der Kolloid-Gesellschaft benannt.

## Schriften
- Thomas Graham’s Lehrbuch der Chemie. Bearbeitet von Friedrich Julius Otto, 3 Bände, Vieweg, Braunschweig 1840–1843 (Band 1: babel.hathitrust.org, Band 2, 1. Hälfte: reader.digitale-sammlungen.de, Band 2, 2. Hälfte: reader.digitale-sammlungen.de).
- Graham-Otto’s ausführliches Lehrbuch der Chemie. 3 Bände in 5 Teilbänden, 3. Auflage, Vieweg, ab 1854 (bearbeitet von  Hermann Kolbe, Johann Heinrich Buff,  Friedrich Zamminer, Ernst von Meyer, Hermann Fehling, Hermann Kopp), Band 1: Physikalische Chemie (1. Abteilung: babel.hathitrust.org 1863), Band 2: Anorganische Chemie (books.google.de 1863), Band 3: Organische Chemie (books.google.de 1868).